# Franz Bonn

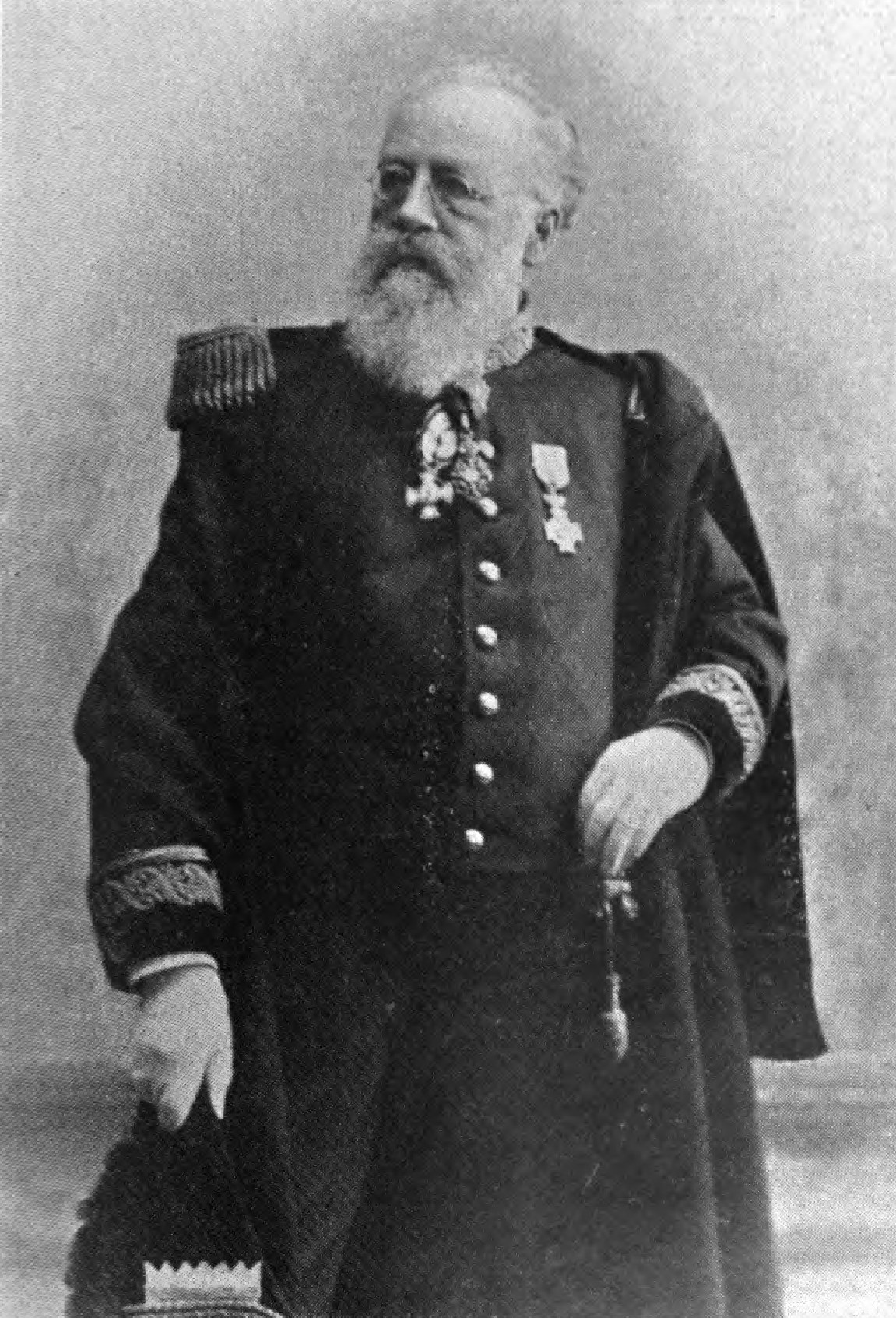
Franz Bonn

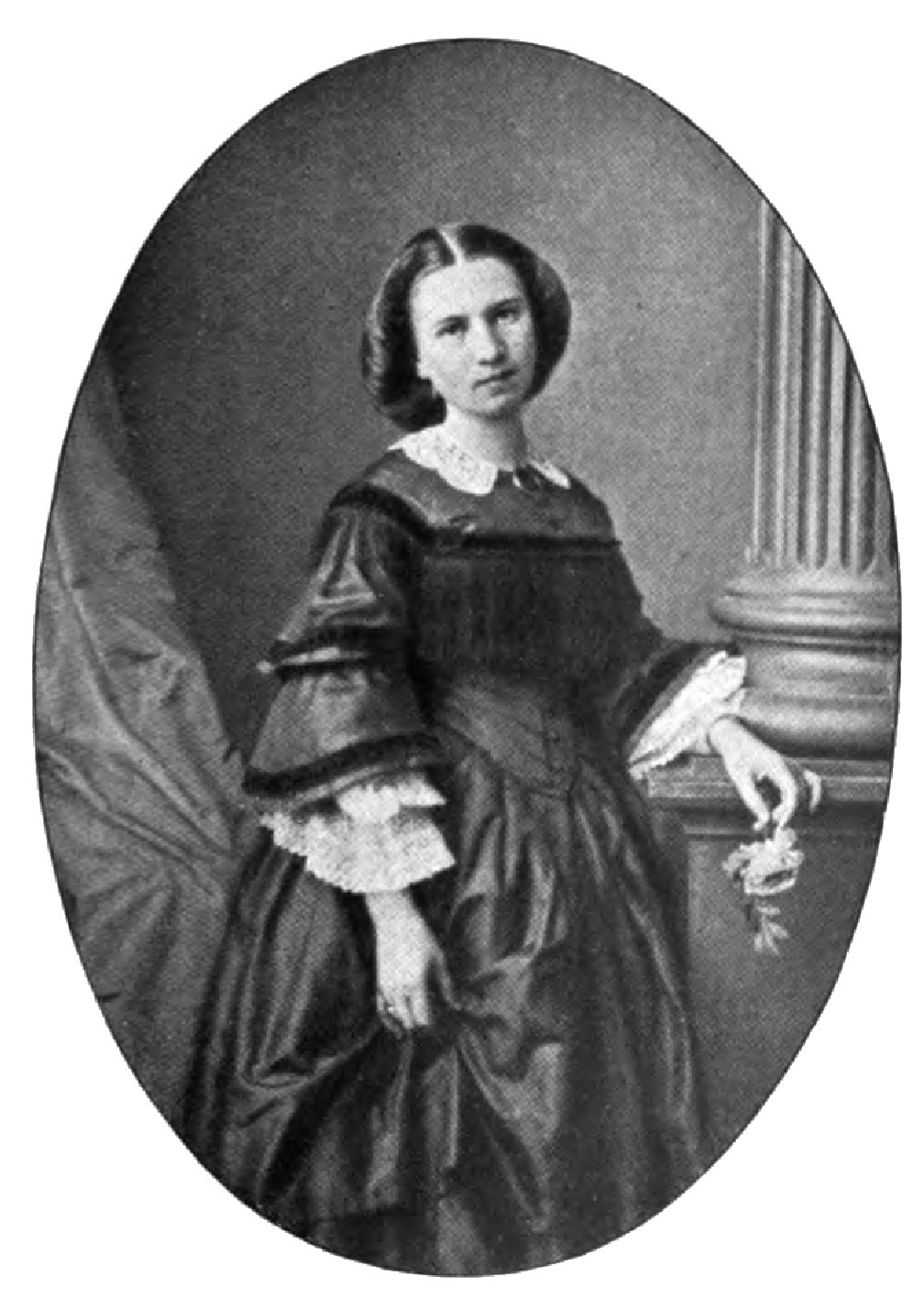
Bertha Bonn, geborene Promoli

Franz Bonn (* 18. Juli 1830 in München; † 7. Juli 1894 in Regensburg) war ein deutscher Schriftsteller, humoristischer Dichter, Jurist und Politiker.

## Leben
Nach dem Abitur am Wilhelmsgymnasium München studierte Bonn von 1846 bis 1851 in München Jurisprudenz. Zunächst war er Staatsanwalts-Substitut in Donauwörth, Ansbach und Bayreuth, dann Staatsanwalt am Oberlandesgericht in München. 1880 trat er in den Dienst des Fürstenhauses Thurn und Taxis, zuletzt tätig als Präsident der Domänenkammer und Direktor des Zivilkollegialgerichts in Regensburg. Er war von 1881 bis 1886 Mitglied im bayerischen Landtag.
Der vielseitig begabte Franz Bonn verfasste unter verschiedenen Pseudonymen (Franz von Münchberg, Freiherr von Rachwitz und von Miris) zahlreiche Jugendschriften, Erzählungen, Dramen, Operntexte und Gedichte. Großen Erfolg erlangte er mit der Lustigen Naturgeschichte oder Zoologia comica, welchem Band 2 mit Botanik und Mineralogie folgte (München bei Braun & Schneider, 1877 f.). Ebenso schrieb er humoristische poetische Beiträge für die Fliegenden Blätter und den Münchener Bilderbogen.
Franz Bonn war mit Bertha Promoli verheiratet und der Vater des Schauspielers Ferdinand Bonn (1861–1933).

## Werke
- Franz Bonn: Das wildgewordene Schwein. (Illustrationen: Lothar Meggendörfer) München 1900, urn:nbn:de:0111-bbf-spo-15279122.